# Xenochrophis bellula
Xenochrophis bellula är en ormart som beskrevs av Stoliczka 1871. Xenochrophis bellula ingår i släktet Xenochrophis och familjen snokar. Internationella naturvårdsunionen kategoriserar arten globalt som otillräckligt studerad. Inga underarter finns listade i Catalogue of Life.
Arten förekommer i Myanmar i närheten av floden Irrawaddy. Den kan kanske simma.